# Giangiacomo Guelfi
Giangiacomo Guelfi, auch Gian Giacomo Guelfi, (* 21. Dezember 1924 in Rom; † 8. Februar 2012 in Bozen) war ein italienischer Opernsänger (Bariton).

## Leben
Guelfi studierte zunächst Rechtswissenschaften an der Universität Florenz, entschloss sich jedoch dann, seine Stimme professionell ausbilden zu lassen. Seine Gesangslehrer in Florenz waren unter anderem die berühmten Sänger Titta Ruffo und Mario Basiola. 1950 gewann er den Concorso del Teatro Sperimentale di Spoleto. Sein Debüt als Opernsänger gab er 1950 anschließend, kurz nach Gewinn des Wettbewerbes, in der Titelrolle der Oper Rigoletto am Teatro Nuovo in Spoleto; der Dirigent war Ottavio Ziino.
1950 debütierte er am Teatro Comunale di Firenze und am Teatro La Fenice in Venedig. 1952 sang er erstmals an der Mailänder Scala; dort trat er im weiteren Verlauf seiner Karriere immer wieder auf. Sein Debüt an der Scala erfolgte am 17. März 1952 als Lo Straniero (Titelrolle) in der Oper Proserpina e lo Straniero von Juan José Castro. An der Scala wirkte er in mehreren Uraufführungen von heute weitgehend vergessenen Opern mit, so unter anderem im März 1954 als Herodes (Erode) in der Oper La Figlia di Diavolo von Virgilio Mortari. 1977 trat er an der Mailänder Scala in der Rolle des Neri Chiaramantesi in der selten gespielten Oper La cena delle beffe von Umberto Giordano auf. 1978 nahm er in Livorno Abschied von der Bühne.
In Italien gastierte er am Teatro Bellini in Catania (1952), beim Maggio Musicale Fiorentino (1954 als Kaiser in Agnese di Hohenstaufen von Gasparo Spontini, 1956 als Don Carlo di Vargas in La forza del destino), am Teatro Comunale di Bologna (1958; als Telramund in Lohengrin und Escamillo in Carmen), am Teatro Massimo in Palermo (1959, als Escamillo) und an der Oper Rom (1959, 1974). Seit 1952 trat er regelmäßig bei den Opernfestspielen in den Caracalla-Thermen auf. Mehrfach wirkte Guelfi auch bei den Festspielen in der Arena di Verona mit (1955–1956, 1958, 1960, 1962–1969 und 1975), vor allem als Amonasro in Aida.
Guelfi gastierte im europäischen Ausland unter anderem am Drury Lane Theatre in London (1957–1958 als Gérard in Andrea Chénier; 1971 als Nelusco in Die Afrikanerin), am Gran Teatre del Liceu in Barcelona (1963), am Opernhaus von Monte Carlo (1965 als Jack Rance in La fanciulla del West; 1973 als Michele in Il tabarro und Alfio in Cavalleria rusticana), am Teatro Nacional de São Carlos in Lissabon (1965, Titelrolle in Guglielmo Tell), an der Bayerischen Staatsoper in München (1970), an der Deutschen Oper Berlin (1972) und an der Covent Garden Opera (1975, als Scarpia in Tosca).
1965 erfolgte Guelfis Debüt an der Wiener Staatsoper als Gérard. Er sang dort auch die Rollen Amonasro (1974), Scarpia (1974) und Jack Rance (1976).
Internationale Gastspiele in Übersee gab er an der Lyric Opera of Chicago (1954), am Opernhaus von Rio de Janeiro (1956; 1964 in der Titelrolle der Oper Macbeth und als Scarpia in Tosca), am Opernhaus in Kairo (1961) und an der Metropolitan Opera in New York City (Spielzeit 1969/1970 als Scarpia und als Jack Rance).
Giangiacomo Guelfi war seit 1953 mit der Geigerin und Sopranistin Laura Carol (* 1923, eigentlich Cagol) verheiratet. Guelfi lebte mit seiner Frau in Bozen. Er starb im Alter von 87 Jahren im Krankenhaus von Bozen; dort war er zuvor eine Woche behandelt worden.

## Repertoire
Guelfi sang auf der Opernbühne ein umfangreiches Repertoire. Hauptsächlich interpretierte er das italienische Opernfach. Er übernahm schwerpunktmäßig die Rollen für Heldenbariton und  Charakterbariton in den Opern von Giuseppe Verdi, Giacomo Puccini und des Verismo. Außerdem übernahm er einige Glanzpartien für Bariton aus dem französischen Opernfach (Escamillo).
Wichtige weitere Opernrollen waren Don Carlos in Ernani, Musikus Miller in Luisa Miller, Conte di Luna in Il trovatore, die Titelrollen in Nabucco (1966, Mailänder Scala) und in Simone Boccanegra, Jago in Otello, Marcello in La Bohème, Sharpless in Madama Butterfly und die Bösewichter Lindorf/Coppelius/Dapertutto/Dr. Mirakel in Hoffmanns Erzählungen. Von Richard Wagner sang Guelfi lediglich den Friedrich von Telramund in Lohengrin; diesen allerdings nur in italienischer Sprache. Sein Telramund ist in einer Live-Aufnahme von 1954 aus dem Teatro San Carlo in Neapel zu hören. Guelfis Partnerinnen waren Renata Tebaldi und Elena Nicolai; es dirigierte Gabriele Santini.

## Tondokumente
Die Stimme von Giangiacomo Guelfi ist in zahlreichen Tondokumenten festgehalten. Es liegen zahlreiche Opern-Gesamtaufnahmen, unter anderem in Studioaufnahmen, bei der italienischen Schallplattenfirma Fonit Cetra vor, so als Scarpia (1955), Amonasro (1956) und als Phanuel in Nerone von Arrigo Boito (1957, live). Bei der Deutschen Grammophon nahm Guelfi 1965 unter der Leitung von Herbert von Karajan die Rolle des Alfio in Cavalleria rusticana auf; seine Partner waren Fiorenza Cossotto und Carlo Bergonzi.
Außerdem wurden in den letzten Jahren zahlreiche Live-Mitschnitte auf CD veröffentlicht. Guelfis Hauptrollen sind somit nahezu umfassend, teilweise auch in mehreren Aufnahmen, auf Schallplatte oder anderen Tonträgern dokumentiert.